# 山口直樹
山口 直樹（やまぐち なおき、1959年10月22日 - ）は、福井放送の幹部社員で、同局敦賀支社長・嶺南報道部長。

## 担当番組
- テレビ
  - おはようふくい730ナレーション
- ラジオ
  - 鳴尾健のどんなモーニング[1]
  - 有線でおはよう[1]
  - こんにちはFUKUIアフタヌーンワイド[1]